# Головино (Еврейская автономная область)
Головино́ — село в Биробиджанском районе Еврейской автономной области. Входит в Надеждинское сельское поселение.

## География
Расположено между правым берегом реки Бира и левым берегом реки Малая Бира, недалеко от места их впадения в Амур.
Дорога к селу Головино идёт от Биробиджана вниз по долине реки Бира через сёла Птичник, Валдгейм и Жёлтый Яр, Казанка и Надеждинское.
Расстояние до административного центра сельского поселения села Надеждинское около 10 км, расстояние до Биробиджана около 70 км.

## История
Село основано в 1858 году казаками-переселенцами из Забайкалья. Названо в честь якутского воеводы П. П. Головина.
В 1891 году станицу Головина посетил будущий российский император Николай Второй. Проживало там в то время более четырехсот человек, а скотины во дворах станичников было почти вдвое больше.
В 1935 году в село было направлено 12 семей евреев-переселенцев (всего около 40 человек).

## Население
| 1869 | 1901 | 1917 | 1924 | 1992 | 2002 | 2010 |
| ---- | ---- | ---- | ---- | ---- | ---- | ---- |
| 252  | ↗456 | ↘253 | ↘232 | ↗324 | ↗334 | ↘279 |

| 1894 | 2002 | 2010 |
| ---- | ---- | ---- |
| 541  | 334  | 279  |

## Инфраструктура
В селе имеются отделение связи, начальная школа, фельдшерско-акушерский пункт, библиотека и дом культуры. Основное предприятие — отделение ООО «Надеждинское».
«Ещё пятнадцать лет назад село имело почти всю социальную инфраструктуру — школу, детский сад, отделение связи, фельдшерско-акушерский пункт, Дом культуры и библиотеку. Было сельхозпредприятие, имеющее и поля, и ферму. Было… От социалки остались лишь Дом культуры с библиотекой, от производственной сферы — несколько маломощных фермерских хозяйств».